# Sidi-Bouzid
Sidi-Bouzid er en by, der ligger midt i Tunesien. Det var her Mohamed Bouazizi var med til at starte Jasminrevolutionen, der har bredt sig til hele Mellemøsten. 
35°02′N 9°30′Ø / 35.033°N 9.500°Ø